# Stokes River
Stokes River är ett vattendrag i Australien. Det ligger i delstaten Victoria, omkring 320 kilometer väster om delstatshuvudstaden Melbourne.
I omgivningarna runt Stokes River växer i huvudsak städsegrön lövskog. Trakten runt Stokes River är nära nog obefolkad, med mindre än två invånare per kvadratkilometer. Genomsnittlig årsnederbörd är 877 millimeter. Den regnigaste månaden är juni, med i genomsnitt 149 mm nederbörd, och den torraste är februari, med 18 mm nederbörd.